# Tender
En tender er betegnelsen for en "kulvogn" til et damplokomotiv, idet tenderen er en fast tilkoblet vogn, der medfører lokomotivets beholdning af brændstof (f.eks. kul) og vand. Tendere bruges også til brændefyrede eller oliefyrede lokomotiver.
Tenderne blev mest brugt ved store lokomotiver, der kørte på de længere strækninger. Tenderen sikrede, at lokomotivet havde ressourcer til at gennemføre kørslen. Rangerlokomotiver og damplokomotiver specielt beregnet til nærtrafik eller til kørsel på strækninger hvor det var nødvendigt at kunne køre lige hurtigt forlæns og baglæns (hvor endestationerne ikke havde drejeskive), blev bygget uden tender, som tenderlokomotiver – dvs. de medbragte forsyninger af brændsel og vand på selve lokomotivet.

## Tender i brandvæsenet
Begrebet blev indført hos brandvæsenet, da man påbegyndte indførslen af dampdrevne automobilsprøjter. Disse nye køretøjer havde begrænset lagerplads og måtte så medføre ekstra kulforsyning – f.eks. i form af en anhænger med ektra kul.
Efterhånden er der sket et skift i betydningen af ordet. Dette kan formentlig tilskrives indførslen af slangetenderen, der havde til formål at frembringe ekstra slanger til brandstedet i det automobilsprøjterne ikke var særligt rummelige. Den var således at betragte som et hjælpekøretøj.
I dag er en tender et specialkøretøj – f.eks. slangetender eller røgtender.

## Tender i skibsfarten
I maritim sammenhæng bruger man udtrykket tender om et hjælpeskib, der servicerer andre skibe. Et eksempel er ubådstender og torpedobådstender. Tenderen medfører udrustning til de skibe, den servicerer, og kan også levere hvileplads til besætningsmedlemmerne, der ellers må døje med trange forhold. I Danmark bruges i stedet ofte udtrykket depotskib.